# Arco recurvo

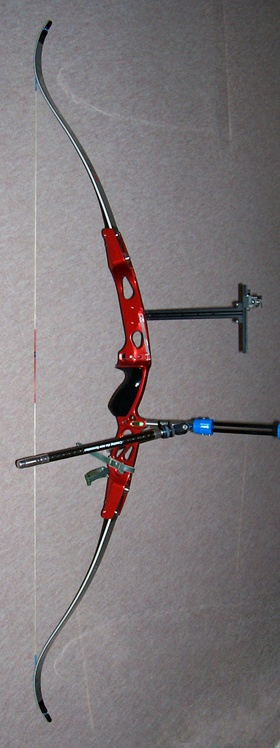
Un arco recurvo moderno, conocido también como arco recurvo olímpico

Un arco recurvo es un arco con extremidades que se curvan en dirección opuesta al arquero cuando se destensa. Un arco recurvo almacena más energía y entrega energía de manera más eficiente que el arco de extremidad recta equivalente, dando una mayor cantidad de energía y velocidad a la flecha. Es característica la forma del arco, que tiene ambas palas con una forma curva, como haciendo una S y que provoca que la cuerda toque la pala en dos puntos. Esta forma de las palas permite optimizar la velocidad de salida de la flecha así como su precisión; por ello estos arcos constituyen un avance sobre los arcos rectos tradicionales o longbow. Un arco recurvo permite un arco más corto que el arco de extremidad recta simple para una energía de flecha determinada y esta forma a menudo era la preferida por los arqueros en entornos donde las armas largas podían ser engorrosas, como en terrenos de matorrales y bosques, o mientras iban a caballo.
Las palas curvadas también ejercen mayor presión sobre los materiales utilizados para hacer el arco y pueden hacer más ruido con el disparo. Los recurvos extremos hacen que el arco sea inestable cuando se encorda. Un arco recurvo sin cordaje puede tener una forma confusa, y muchas armas de los nativos americanos, cuando se separaron de sus propietarios y culturas originales, se montaron incorrectamente hacia atrás y se destruyeron cuando se intentó dispararlos.

## Uso histórico y actual

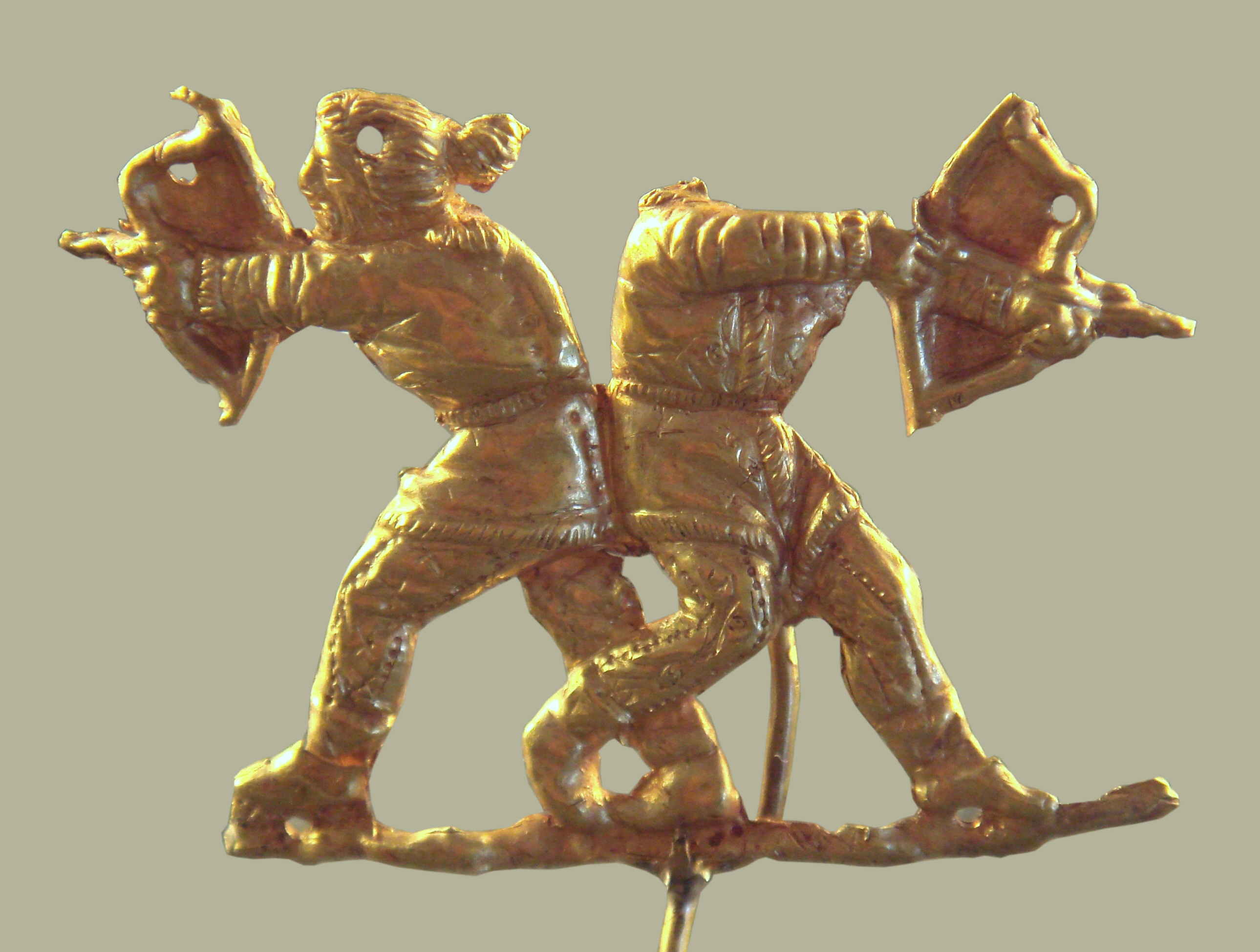
Arqueros escitas disparando con arcos, Kerch (Panticapeo antiguo,)

Quizás el registro escrito más antiguo sobre el uso de arcos recurvados se encuentra en el Salmo 78:57 ("Fueron desviados como un arco engañoso", KJV), que la mayoría de los eruditos data del siglo VIII a. C. Adam Clarke señala que "Si una persona, que es inexperta o débil, intenta recurrir y ensartar uno de estos arcos, si no presta mucha atención, éste volverá a saltar y recuperará su posición de reposo; y, tal vez, se rompa el brazo.  Y a veces he sabido que, cuando se dobla, se aparta, —recuperar su posición de reposo, para mí no es un peligro pequeño... este es precisamente el tipo de arco mencionado por Homero (Odisea, XXI), que ninguno de los pretendientes de Penélope podía doblar, llamado καμπυλα τοξα [kampula toxa] en el estado de reposo], el arco recurvado cuando se prepara para su uso".
Los arcos recurvos hechos de materiales compuestos fueron utilizados por, entre otros grupos, los persas, partos, sármatas, escitas, alanos, dacios, cumanos, hicsos, magiares, hunos, búlgaros, griegos, turcos, mongoles, coreanos y chinos. El arco recurvo se extendió a Egipto y gran parte de Asia en el segundo milenio antes de Cristo. El arma estándar de los arqueros imperiales romanos era un recurvo compuesto, y los listones de refuerzo (también llamados siyah en los arcos árabe/asiáticos y szarv (cuernos) en arcos húngaros) utilizados para formar los extremos curvados reales se han encontrado en sitios romanos en todo el Imperio, tan al norte como Bar Hill en el Muro de Antonino en Escocia. Durante la Edad Media, los arcos compuestos recurvados se utilizaron en los países europeos más secos; el arco largo recto de madera era la forma normal en áreas más húmedas. Arcos recurvados representados en las islas británicas (véanse las ilustraciones en "El gran arco de guerra") pueden haber sido armas compuestas, o arcos de madera con extremos curvados por calor y fuerza, o simplemente licencia artística. Muchos arcos norteamericanos fueron recurvados, especialmente los arcos de la costa oeste. Los arcos recurvos dejaron de usarse ampliamente, para la guerra, con la disponibilidad de armas de fuego efectivas. Los arqueros, amateurs y arqueros profesionales todavía fabrican y utilizan auto-arcos, arcos compuestos y arcos laminados que utilizan la forma recurva.

## Uso moderno
Son arcos muy populares en la caza, así como en competiciones de Recorridos de Bosque 3D o de tiro a diana. En competiciones, de tiro, estos arcos (considerados como arcos tradicionales) disparan de manera instintiva (sin elementos de puntería ni estabilización) a distancias de dieciocho y treinta metros. Su técnica exige un gran entrenamiento y los especialistas en este tipo de arcos consiguen niveles de precisión muy elevados, disparando en distancias de hasta cincuenta metros. En caza se suelen emplear potencias elevadas, de más de cincuenta libras, mientras que en las competiciones deportivas de precisión las potencias suelen rondar las cuarenta libras. Su alta potencia así como la elevada capacidad de penetración de las flechas empleadas en caza les hace especialmente útiles en la caza mayor, pudiendo abatirse con este tipo de arcos todo tipo de especies (sin límite por tamaño, hay cazadores especializados en la caza de rinocerontes, osos, elefantes, entre otros grandes animales).
La frase "un arco recurvo" en los círculos modernos de tiro con arco competitivo generalmente se refiere a un arco recurvo olímpico (como lo usan los arqueros en los Juegos Olímpicos y muchos otros eventos competitivos). Emplea tecnologías y materiales avanzados. Las extremidades generalmente están hechas de múltiples capas de fibra de vidrio, carbono y/o madera sobre un núcleo de espuma de carbono o madera. La contrahuella (la sección central del arco) generalmente está separada y está construida de madera, carbono, aleación de aluminio o aleación de magnesio. El término "elevador" se utiliza porque, en un arco de una pieza, la sección central se eleva desde las extremidades en forma ahusada para distribuir la tensión. Varios fabricantes producen bandas de fibra de carbono (con herrajes metálicos) o aluminio con fibra de carbono. Los elevadores para principiantes suelen estar hechos de madera o plástico. Los materiales sintéticos permiten una fabricación económica y predecible para un rendimiento constante. La mayor masa de un arco moderno es en sí misma una ayuda para la estabilidad y, por lo tanto, para la precisión. Sin embargo, la precisión también está relacionada con el peso de tiro de un arco, así como con qué tan bien lo maneja un arquero. Por lo tanto, es imperativo que un arquero, en particular un principiante, nunca sobreestime sus capacidades y elija un peso de tiro que sea apropiado para su estructura corporal y nivel de experiencia.